# Stefan Różycki
Stefan Franciszek Różycki (ur. 8 marca 1886 w Warszawie, zm. 30 czerwca 1953 w Poznaniu) – polski anatom i organizator studiów medycznych.

## Życiorys
Urodził się w rodzinie Salezego i Zofii z Żurawskich. W 1896 przyjęty został do III Gimnazjum w Warszawie. W 1902 wydalony stamtąd z wilczym biletem za czytanie broszur podziemnych. Pracował jako uczeń w ogrodnictwach (Warszawa, Kraków). W 1907 zdał eksternistycznie maturę w Parnawie (Estonia). Również w 1907 zapisał się na Wydział Lekarski Uniwersytetu Dorpackiego. W 1913 tamże otrzymał dyplom lekarski z odznaczeniem. Przez rok 1914 pełnił obowiązki kierownika pracowni rentgenowskiej szpitala klinicznego w Tartu (Dorpacie). Równocześnie pogłębiał wiedzę w Berlinie i Paryżu. Tuż przed wybuchem I wojny światowej otrzymał urlop i udał się do Warszawy. Spędził tam lata wojenne, pracując jako asystent w Szpitalu Miejskim Szlenkierów. Równocześnie pełnił obowiązki asystenta, adiunkta i zastępcy profesora w Zakładzie Anatomii Prawidłowej Uniwersytetu Warszawskiego. W latach 1921–1922 był zastępcą profesora we Lwowie. W 1922 otrzymał tytuł profesora medycyny na Uniwersytecie Warszawskim oraz habilitował się i wyjechał do Poznania, do Katedry Anatomii Prawidłowej na Uniwersytecie Poznańskim. Dokończył tu prace organizacyjne przy powoływaniu do życia Zakładu Anatomii Opisowej i Topograficznej oraz stworzył bogate muzeum anatomiczne. 
W 1939 przeniósł się do Warszawy, gdzie pracował podczas okupacji hitlerowskiej w Klinice Chorób Skórnych i w Szpitalu św. Łazarza. Wykładał też w sposób tajny medycynę na Uniwersytecie Ziem Zachodnich. Był wykładowcą Prywatnej Szkoły Zawodowej dla Pomocniczego Personelu Sanitarnego doc. Jana Zaorskiego, która stanowiła konspiracyjną formę tajnego Wydziału Lekarskiego Uniwersytetu Warszawskiego.
W lutym 1945 pojechał do Lublina i oddał się do dyspozycji Rządu Tymczasowego. Z ramienia Ministerstwa Szkół Wyższych wysłany został do Poznania, gdzie przystąpił do odbudowy zniszczonego Zakładu Anatomii. 
Wydał podręcznik Anatomia mózgowia (1946, 1947) i pisał liczne artykuły do Nowin Lekarskich. Na zlecenie rządu opracował projekt reorganizacji studiów lekarskich. 
Był członkiem Rady Naukowej przy ministerstwie. W 1949 wydał obszerne dzieło Anatomia człowieka, które było opracowaniem pionierskim i w powojennej Polsce, pozbawionej w dużej mierze aktualnych podręczników, pełniło rolę kluczową dla kilku roczników studentów. 

## Ordery i odznaczenia
- Krzyż Komandorski Orderu Odrodzenia Polski (9 listopada 1931)[2]
- Krzyż Komandorski Orderu Odrodzenia Polski (pośmiertnie, 2 lipca 1953)[3]

## Dzieła
- Nowe metody barwienia zwłok, 1920,
- Nowy sposób przygotowywania gipsowej masy iniekcyjnej, 1922,
- Morfologia mięśniowego układu szympansa, 1922,
- Mięsień poprzeczny karku i mięsień poprzeczny podbródka u szympansa, 1924,
- Zagadnienie mięśnia mostkowego, 1927,
- Niektóre momenty z organizacji Zakładu Anatomii Opisowej i Topograficznej Uniwersytetu Poznańskiego, 1930,
- O metodzie zajęć praktycznych z anatomii człowieka na Wydziale Lekarskim, 1930,
- Ćwiczenia anatomiczne, 1930,
- Plan zajęć praktycznych z anatomii człowieka, 1933,
- Mało znana broszura, 1937,
- Jesteśmy w impasie, 1937,
- Przyszłość człowieka, 1945,
- Państwowy Uniwersytet Niemiecki w Poznaniu, 1945,
- Kilka uwag co do organizacji i ewentualnej reorganizacji naszych studiów lekarskich, 1945,
- Gdańska Akademia Lekarska, 1945,
- O zdrowie moralne lekarskiej młodzieży, 1945,
- Edward Loth, 1945,
- Organizacja studiów lekarskich, 1946,
- Śląsk, Wrocław, Uniwersytet Wrocławski i jego Wydział Lekarski, 1946,
- Anatomia mózgowia i rdzenia kręgowego, 1946,
- Anatomia człowieka (repetytorium), 1949,
- Anatomia człowieka (kompendium), 1951, 1952.

## Upamiętnienie
Stefan Różycki jest patronem jednej z ulic w Poznaniu (Grunwald).